# 1721 az irodalomban
Az 1721. év az irodalomban.

## Események

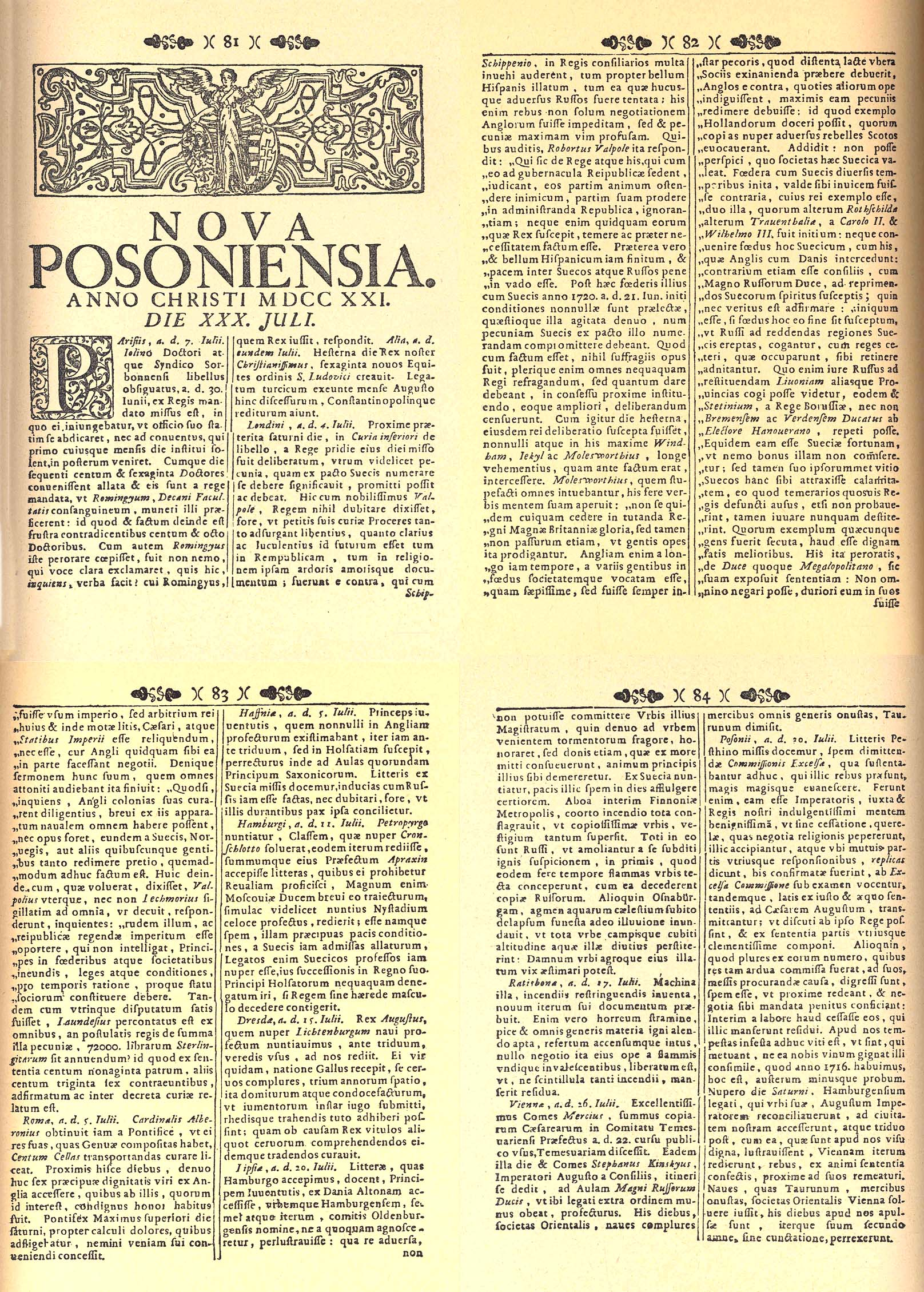
Nova Posoniensia (1721. július 30.)

- március – Megjelenik (és 1722. szeptemberig áll fenn) a Nova Posoniensia című magyarországi latin nyelvű hetilap; alapítója és szerkesztője Bél Mátyás.

## Új művek
- Amsterdamban névtelenül jelenik meg Montesquieu levélregénye, a Perzsa levelek (Lettres persanes), a francia felvilágosodás egyik nagy műve.

## Születések
- március 19. – Tobias Smollett skót író, nevét pikareszk regényei tették ismertté († 1771)

## Halálozások
- január 26. – Pierre Daniel Huet francia író, püspök, filológus és filozófus (* 1630)